# Karla Edith Trigueros
Karla Edith Trigueros (Sonzacate, 28 de abril de 1990) es una médico y oficial militar salvadoreña que ostenta el grado de Capitán en la Fuerza Armada de El Salvador. Es conocida por su papel como asesora médica del Comando de Sanidad Militar (COSAM) y por su participación en la logística y coordinación del Plan Nacional de Vacunación contra la COVID-19. El 14 de agosto de 2025 fue juramentada como titular del Ministerio de Educación.

## Biografía

### Formación y carrera militar
Trigueros ingresó en enero de 2007 a la Escuela Militar Capitán General Gerardo Barrios como cadete, integrando una promoción mayoritariamente masculina. Durante su formación obtuvo una beca para estudiar Medicina en la Universidad Salvadoreña Alberto Masferrer, combinando estudios médicos con la disciplina militar.

### Carrera profesional
Tras graduarse, fue asignada al Hospital Militar Central, donde ocupó el cargo de subjefa del servicio de Consulta Externa. En 2019 fue trasladada al Comando de Sanidad Militar como asesora médica en Epidemiología.
En 2021, formó parte del Comité Conjunto del Mecanismo de Coordinación de El Salvador en la lucha contra VIH, tuberculosis y malaria.
Para 2022, fue enlace oficial del Comando de Sanidad Militar para el Plan de respuesta de salud para emergencias y desastres con enfoque multiamenazas.

### Pandemia de COVID-19
Trigueros lideró la planificación, transporte, resguardo y logística para vacunación contra el COVID-19 en el ámbito militar y civil, en coordinación con el Ministerio de Salud.

### Ministra de Educación
El 14 de agosto de 2025, el presidente Nayib Bukele nombró a Trigueros como Ministra de Educación, Ciencia y Tecnología, sucediendo a José Mauricio Pineda.

## Reacciones
El Instituto de Derechos Humanos de la Universidad Centroamericana (IDHUCA) advirtió que su perfil militar podría priorizar la disciplina sobre enfoques pedagógicos. Organizaciones de maestros mostraron descontento por falta de experiencia en políticas educativas.
El Frente Magisterial Salvadoreño calificó la designación como «aberrante».
Medios internacionales como Deutsche Welle y EFE destacaron que es la primera vez en 50 años que un militar ocupa el Ministerio de Educación. Medios regionales como Resumen Latinoamericano señalaron riesgos de militarización.